# Agrotis conifrons
Agrotis conifrons är en fjärilsart som beskrevs av Max Wilhelm Karl Draudt 1924. Agrotis conifrons ingår i släktet Agrotis och familjen nattflyn. Inga underarter finns listade i Catalogue of Life.